# Siemovit III de Mazovie
Siemovit III de Mazovie (en polonais Siemowit III ou Ziemowit III) (v.1313 – 16 juin 1381), de la dynastie de Piasts, est duc de Mazovie. 

## Biographie
Siemovit III est le second fils du duc de Mazovie Trojden Ier et de Marie, la fille de Georges Ier de Galicie-Volhynie. 

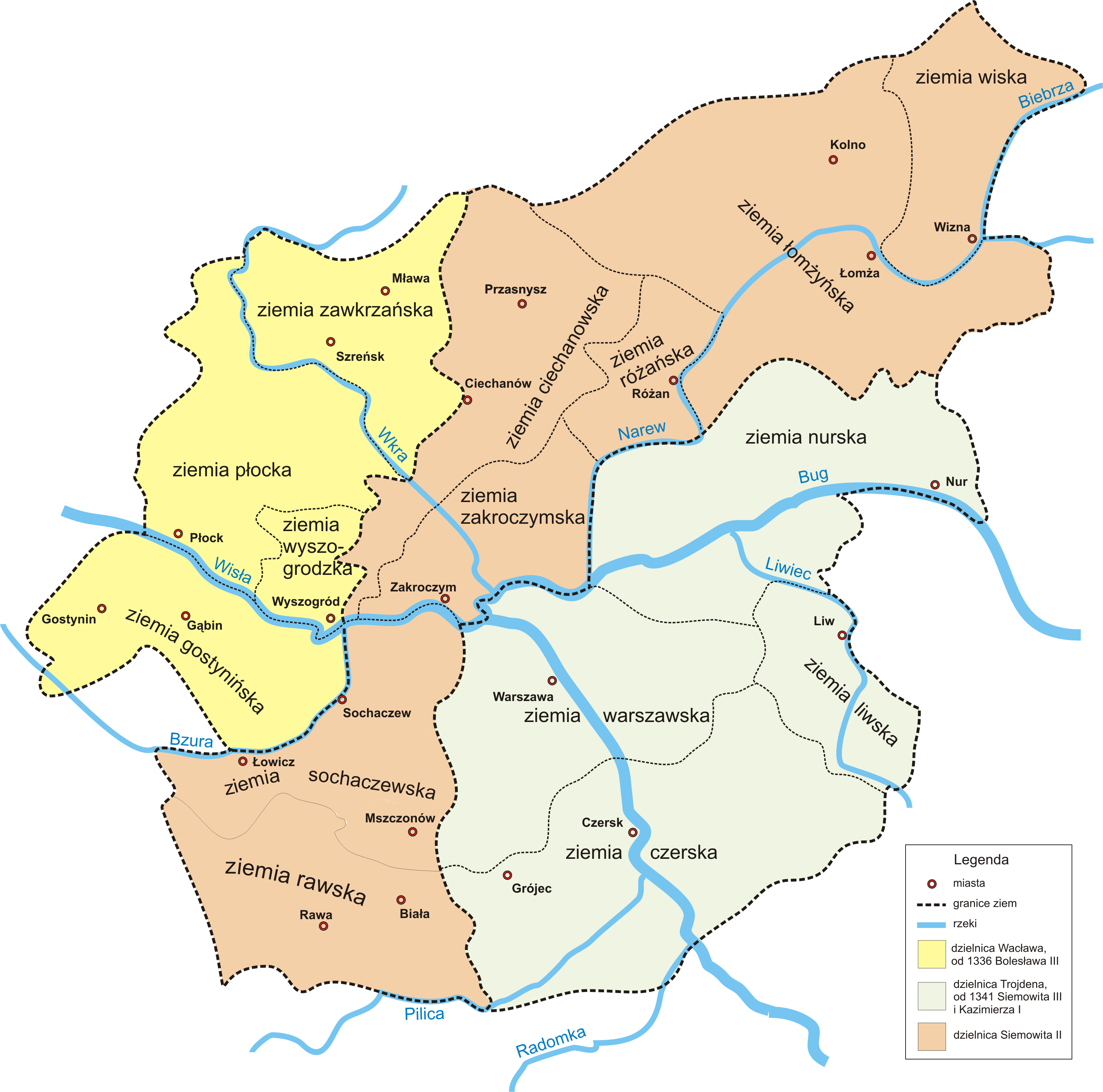
Divisions de la Mazovie
(1313-1345)

En 1341, à la mort de leur père, Siemovit et son frère Casimir héritent du duché de Czersk. En 1345, à la suite de la mort de leur oncle Siemovit II de Rawa, ils reçoivent également du duché de Rawa Mazowiecka. En 1349, les deux frères se partagent leurs possessions. Siemowit laisse la petite région de Varsovie à Casimir, conservant les régions de Czersk, Liw et Rawa. 
Au début de son règne, Siemovit s’efforce d’établir des relations de bon voisinage avec ses puissants voisins qui lorgnent sur son duché: les Teutoniques, la Pologne et la Bohême. Certains historiens pensent que Siemovit III et Casimir Ier ont rendu un hommage de vassalité à l’empereur Charles IV de Luxembourg vers 1346. Pour d’autres historiens, ils n’aurait rendu un hommage de vassalité à l’empereur qu’en 1351, pour pouvoir hériter de Boleslas III de Płock qui était un vassal de la Bohême. 
Mais le 18 septembre 1351, Siemovit III et Casimir reconnaissent Casimir III le Grand comme suzerain, annulant ainsi l’allégeance de la Mazovie à la Bohême. En échange, ils obtiennent Gostynin (Siemovit) et Sochaczew (Casimir), anciennes possessions de Boleslas III. Casimir donne également le duché de Płock en jouissance aux deux frères. 
Lorsque Casimir Ier décède inopinément en 1355, Casimir III le Grand laisse le duché de Varsovie à Siemovit III. En échange, celui-ci promet de ne jamais s’allier avec des ennemis de la Pologne et de rendre le duché de Płock à la Pologne, sauf si Casimir III meurt sans héritier. En plus, Casimir III offre à Siemovit un petit territoire de Petite-Pologne limité par les rivières Pilica et Radomka. 
À partir de ce moment, les relations entre Siemovit et Casimir III le Grand deviennent de plus en plus étroites. Ainsi, en 1363, Siemovit est invité à Cracovie au mariage d’Élizabeth de Poméranie, la nièce du roi de Pologne, avec l’empereur Charles IV. En septembre 1364, il participe au congrès de Cracovie, qui offre à cinq rois couronnés et à neuf ducs et princes un programme extravagant de festivités et de tournois. En 1369, Marguerite, la fille de Siemovit, épouse Casimir IV de Słupsk, le fils adoptif de Casimir III le Grand. À cette époque, Casimir IV de Słupsk est un des prétendants à la succession de Casimir III le Grand. 
Lorsque Casimir III le Grand décède en 1370, en vertu des accords conclus avec celui-ci de son vivant, Siemovit III s’affranchit de la suzeraineté polonaise et les régions de Płock, Wizna, Wyszogród et Zakroczym réintègrent la Mazovie. Ayant réunifié une Mazovie redevenue indépendante, Siemovit III y promulgue un droit coutumier en 1377. Il réforme l’administration, la justice et le système monétaire. 
En 1373/1374, il donne les régions de Varsovie et de Rawa à ses fils, Siemovit IV de Mazovie et Janusz Ier l’Aîné.Après avoir œuvré toute sa vie à l’indépendance et à la réunification de la Mazovie, Siemovit III de Mazovie meurt le 16 juin 1381 et est inhumé dans la cathédrale de Płock.

## Unions et postérité
Siemovit III s’est marié deux fois. De son premier mariage en janvier 1335 avec Euphémie, la fille du duc Nicolas II d'Opava, il a eu deux fils et trois filles. 
- Janusz Ier l’Aîné.
- Siemovit IV de Mazovie
- Euphémia (morte entre le 21 juin 1418/9 décembre 1424) ) épouse vers 1367 Ladislas II d'Opole.
- Anna (née en 1345 morte le 16 mars 1403) nonne à Ratibor
- Marguerite (née vers 1358 morte le 14 mai 1388 et le 4 avril 1396) épouse le entre janvier/avril 1369 Casimir IV de Poméranie puis entre février/juillet 1379 Henri VII de Brzeg.

De son second mariage vers février 1365 avec une fille anonyme de Nicolas le Petit de Ziębice, il a eu un fils:
- fils (né 1361/1364 mort le 14 mars 1378)
- fils (né 1362/1365 mort le 14 mars 1378)
- Henri.

## Source
- (de) Europaïsche Stammtafeln Vittorio Klostermann, Gmbh, Francfort-sur-le-Main, 2004  (ISBN 3465032926),  Die Fürsten (Herzoge) von Masowien 1262-1526 des Stammes der Piasten  Volume III Tafel 123.